# Lystigardur Akureyrar

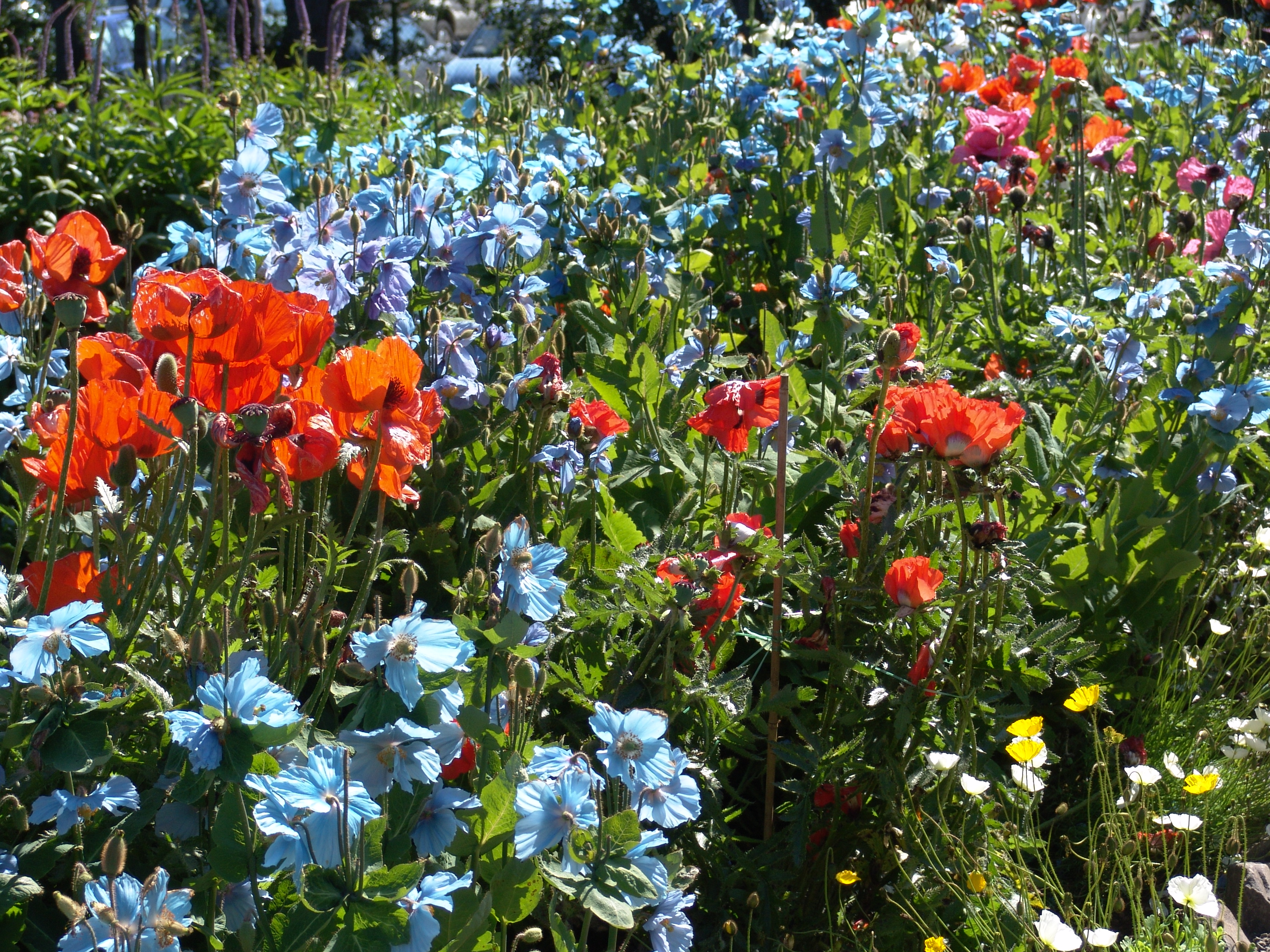
Pradera de plantas estacionales en Lystigardur Akureyrar

El Lystigardur Akureyrar (Jardín Botánico Akureyri), es un parque público y jardín botánico de unas 3.6 hectáreas de extensión que se encuentra Akureyri, Islandia. Es de administración pública. Su código de identificación internacional es LYAK.

## Localización
Lystigardur Akureyrar
Public Park and Botanic Garden, P.O. Box 95, 602 Akureyri, Islandia.
El parque se ubica en el camino de "Eyrarlandsvegur" cerca de la parte central de la ciudad, y tiene una altitud media de 40 a 50 m s. n. m.
- Teléfono: 6 2 74 87

## Historia
El parque de "Lystigardur Akureyrar" fue abierto en 1912 como parque público de ocio, y la sección botánica fue creada en 1957. 
El parque se ha agrandado tres veces desde 1912 y ahora tiene unas 3.6 hectáreas de extensión.

## Colecciones
Actualmente, hay cerca de 6600 taxones foráneos que crecen en el jardín en arriates y viveros y alrededor 430 especies de taxones nativos.
Son de destacar entre sus colecciones:
- Plantas árticas,
- Plantas endémicas de Islandia.

## Actividades
Las actividades del jardín botánico son varias, siendo sus tareas más importantes:
- Proveer en la Islandia norteña de los árboles, los arbustos y las plantas perennes que satisfagan las demandas de  belleza y resistencia a las duras condiciones climáticas de esta zona.
- Funciona como banco de germoplasma para las plantaa resistentes a las condiciones climáticas de Islandia.
- Uso múltiple, por ejemplo para un servicio de intercambio de semillas con otras instituciones botánicas del mundo, información, educación y ajardinamientos  públicas.